# Darren James
Darren James (né le 25 février 1964) est un acteur pornographique américain. Il a été testé positif au VIH en avril 2004, ce qui a déclenché un arrêt des tournages des films pornographiques en Californie pendant un mois.

## Découverte de l'infection et conséquences
Très rapidement, dans le but de prévenir une éventuelle épidémie, une mission de recherche urgente a été lancée sur les artistes potentiellement infectés. Cette mission a été confiée au Adult Industry Medical Health Care Foundation (en), qui avait dépisté James. La conclusion était que James avait probablement été infecté en pratiquant de façon non protégée le sexe anal avec l'actrice brésilienne Bianca Biaggi lors d'une scène pour la vidéo Split That Booty 2 à Rio de Janeiro,,.
Il s'est avéré rapidement que trois actrices ayant travaillé avec James peu de temps après son retour aux États-Unis étaient aussi infectées. Il s'agissait de Lara Roxx (une Canadienne nouvellement arrivée dans le monde du porno), Mareisa Arroyo et Jessica Dee (née en Tchéquie),,. Roxx était entrée dans l'industrie du film pour adultes seulement deux mois avant de contracter le virus. En apprenant son diagnostic, elle a dit : « Cela m'a fait réaliser que je faisais confiance à un ce système qui ne méritait pas cette confiance, car il ne fonctionne pas de toute évidence », et « Je pensais que les gens du porno étaient les personnes les plus propres au monde ».
Lara Roxx avait tourné des scènes avec une autre actrice, Judy Star, qui a finalement été testé négative au VIH. Les craintes découlant du VIH (ainsi que le scandale public et les critiques sur l'industrie porno qui ont suivi l'épidémie) ont provoqué une interruption temporaire de la production de films pour adultes en Californie du Sud.
Selon James, son diagnostic et la divulgation de celui-ci - à cause duquel sa famille a appris sa carrière pornographique - l'a laissé tellement désemparé qu'il a tenté de se suicider. Après son rétablissement, il a poursuivi en justice l'Adult Industry Medical Health Care Foundation pour avoir divulgué publiquement son état. Le conflit s'est finalement réglé à l'amiable, avec des termes confidentiels. James a trouvé un emploi en tant qu'agent de sécurité. En 2005, l'arrêt de l'industrie du porno est le sujet du premier épisode de The Dark Side of Porn (en), une série de documentaires britannique produite pour Channel 4.
Darren James est resté très loquace au sujet de l'incident et sur les cinéastes qui n'ont pas changé leurs habitudes. Il est un ardent défenseur de l'utilisation obligatoire du préservatif dans le porno pour protéger les acteurs du VIH. La réalisatrice de documentaires canadienne Mia Donovan (en), a fait en 2011 un documentaire intitulé Inside Lara Roxx (en), qui est le résultat d'échanges pendant 5 ans avec Lara Roxx.